# Albligen

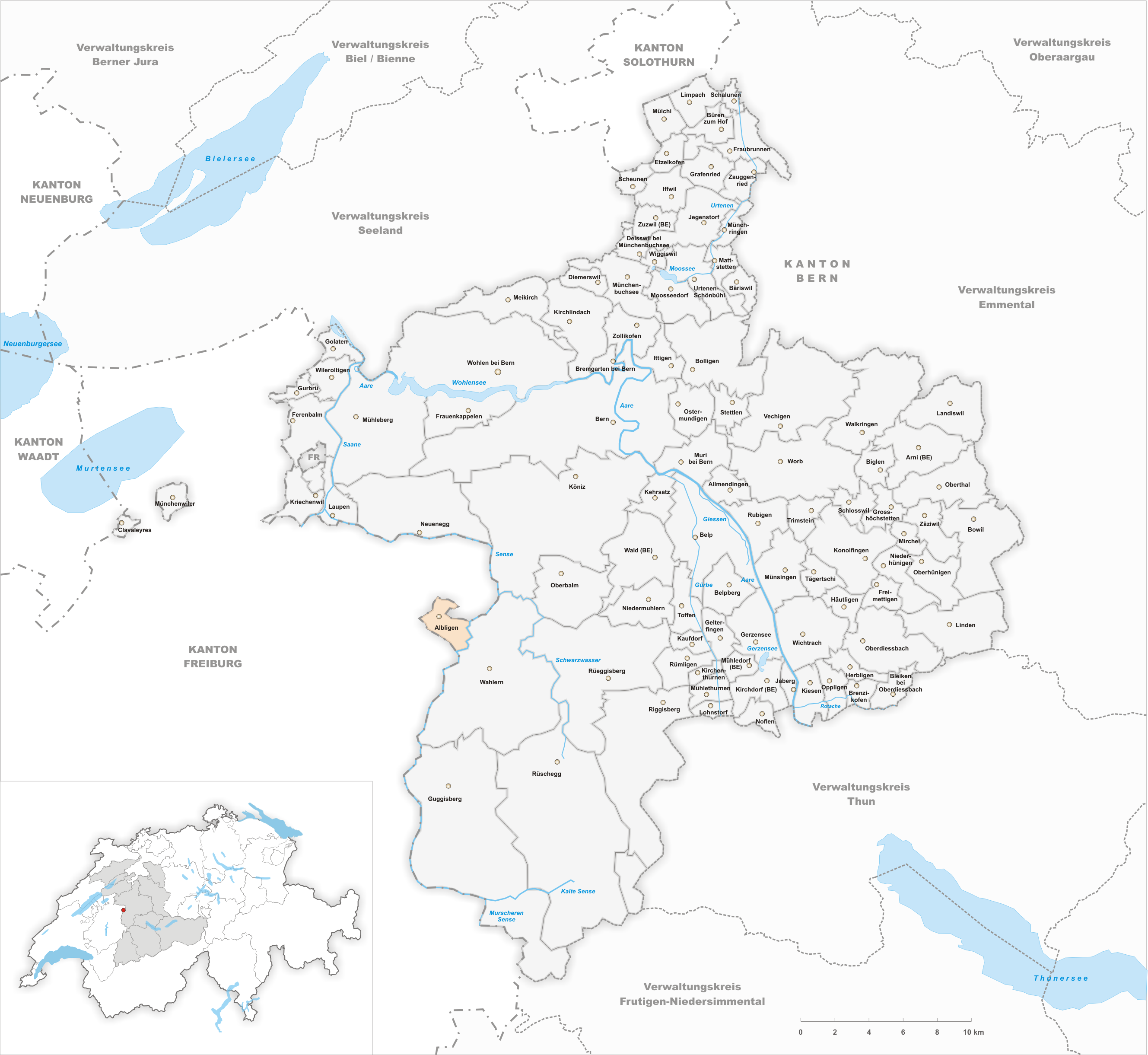
Gemeindestand vor der Fusion am 1. Januar 2011

Albligen (in einheimischer Mundart Aublige [ˈɑu̯b̥lig̊ə]; französisch Albenon) ist ein Dorf in der Einwohnergemeinde Schwarzenburg im Schweizer Kanton Bern.
Vor der Vereinigung mit Wahlern auf den 1. Januar 2011 war Albligen mit den Weilern Harris, Wallismatt und Änetmoos eine selbständige Gemeinde.

## Geographie
Albligen liegt im Mittelland auf einer kleinen Anhöhe des Hügels Höchi (818 m ü. M.). Im Osten an der Gemeindegrenze fliesst die Sense.

## Politik

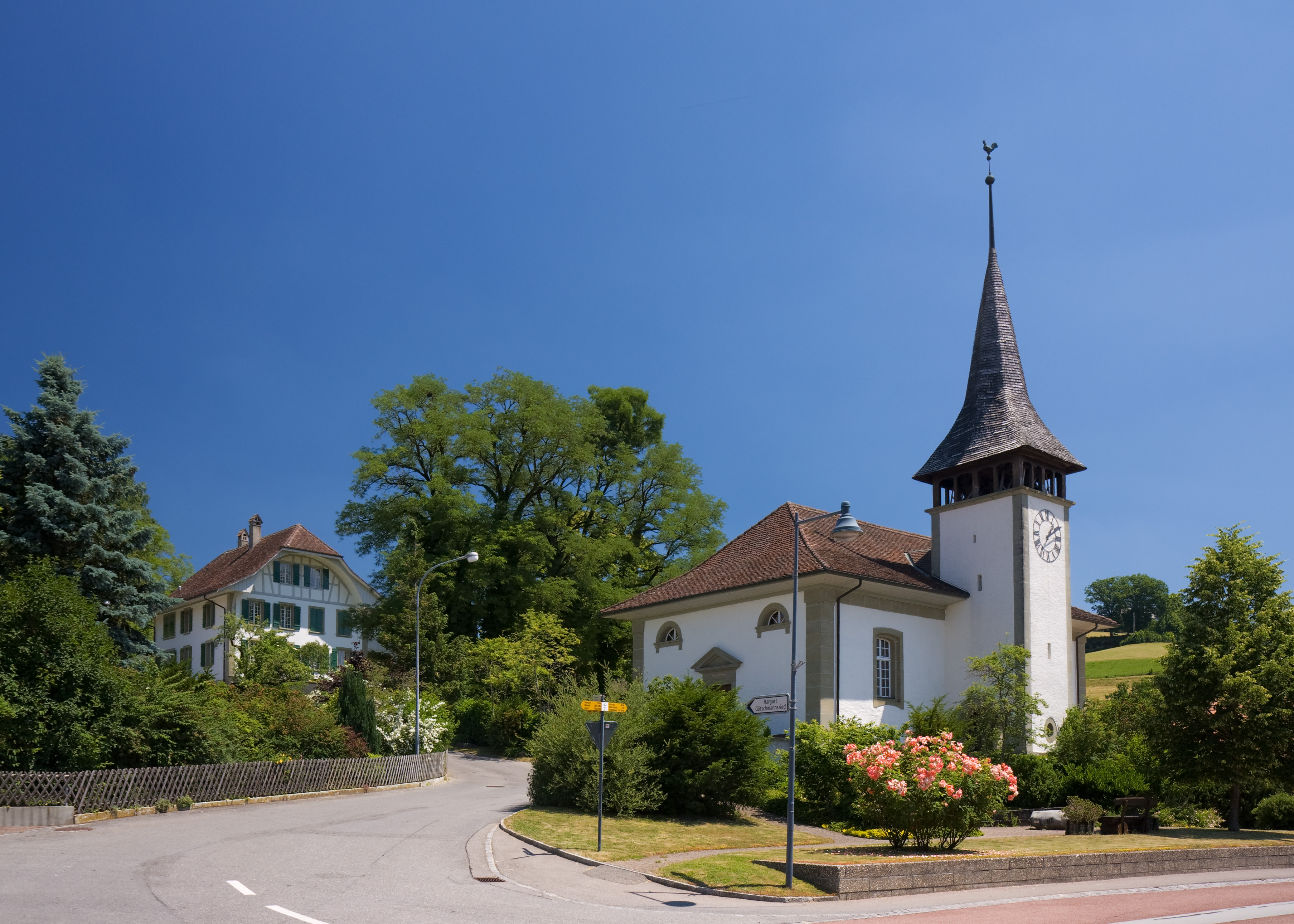
Dorfzentrum mit Kirche

Es existieren zwei Burgergemeinden: die Dorf-Burgergemeinde und die Harris-Burgergemeinde. Weiter gibt es eine evangelisch-reformierte Kirchgemeinde namens Albligen.

## Bevölkerung
Über einen Zeitraum von 70 Jahren ist in Albligen eine leichte Abnahme der Einwohnerzahl bis ins Jahr 1960 festzustellen. 1880 zählte man 700 Einwohner. Der Bevölkerungsrückgang ist grossenteils auf eine Abwanderung aus der Landwirtschaft zurückzuführen. Seit 1960 liegt die Einwohnerzahl mit kleineren Schwankungen bei 420, wobei in den letzten Jahren eine steigende Tendenz zu verzeichnen ist. Die Einwohnerzahl lag Ende 2009 bei 468.

## Verkehr

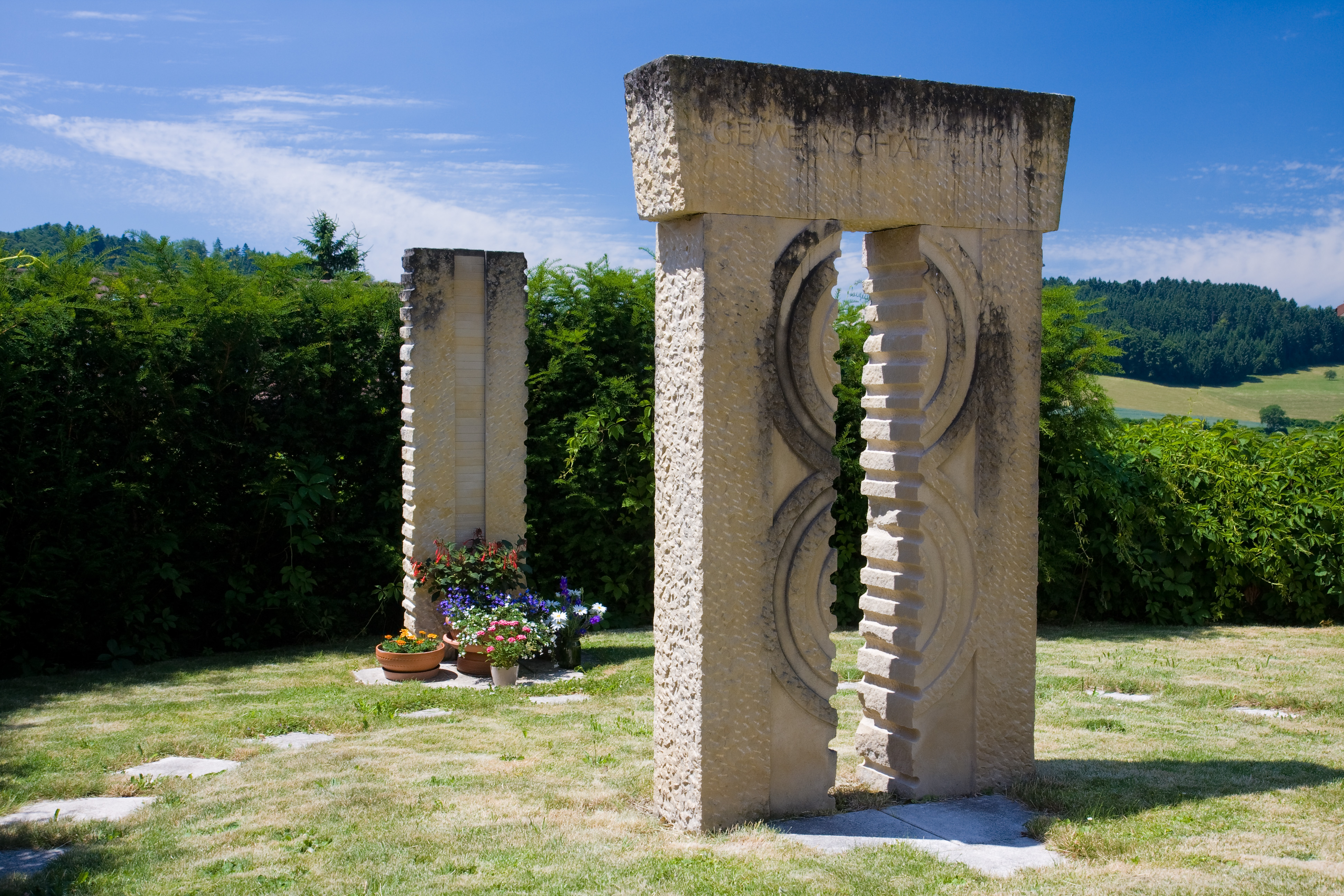
Grabskulptur beim Gemeinschaftsgrab

Während Jahrhunderten war die Verbindung ins übrige Amt Schwarzenburg mühsam. Nach einem ersten Steg (1743) wurde im Jahr 1826 die erste gedeckte Brücke über die Sense erbaut, das erleichterte den Verkehr auf der Achse Schwarzenburg – Albligen – Ueberstorf stark.
Die heutige Strassenführung wurde im Jahr 1874 angelegt. Ab diesem Jahr wurde der Verkehr mittels Postkutsche abgewickelt, die zweimal von Flamatt nach Schwarzenburg unterwegs war.
Haupterschliessungsträger ist heute die Kantonsstrasse, die von Flamatt nach Schwarzenburg führt. Autokurse der Post verbinden zudem Albligen mit der Bahnstation Flamatt. Ein kleiner Schulbus bringt die Albliger Sekundarschüler nach Schwarzenburg und wieder zurück.

## Geschichte

Pfarrhaus und Kirche (1829)

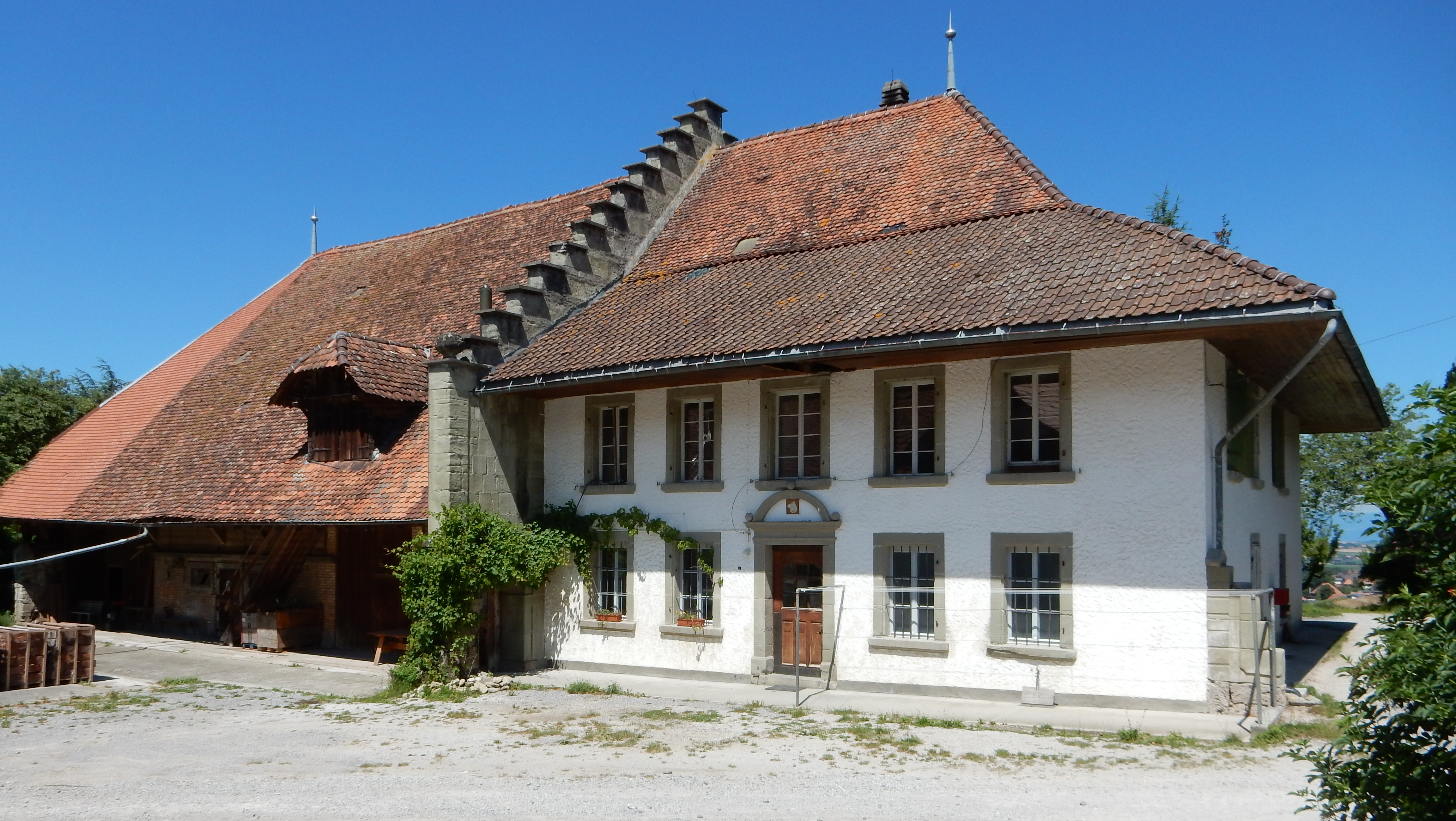
Patrizierhaus in Kurried

Der Ort ist erstmals 1148 als Albennon erwähnt. Im 14. Jahrhundert erscheint der Name zunächst noch als Albennen, Albenden, ab 1346 als Alblingen. Er geht vielleicht auf einen vulgärlateinischen Personennamen *Albione zurück und wurde später nach dem Vorbild zahlreicher anderer Ortsnamen auf -ingen umgestaltet.
Als Teil der seit 1310 an die Grafen von Savoyen verpfändeten Herrschaft Grasburg unterstand Albligen nach deren Verkauf im Jahre 1423 den Städten Bern und Freiburg im Üechtland und kam in der Helvetik zunächst zum Kanton Freiburg, 1803 schliesslich zum Kanton Bern.
Die Gemeinde betrieb eine Taverne (1734) und ein Ofenhaus. Neben dem Ackerbau wurde Sandstein abgebaut. Im Weiler Kurried steht ein 1727 erbauter Freiburger Patriziersitz (u. a. Familie Müller, Praroman).
In einer Volksabstimmung in der Kirche sprach sich die Bevölkerung am 18. September 2008 äusserst knapp, mit 101 zu 94 Stimmen, dafür aus, mit der bernischen Nachbargemeinde Wahlern Fusionsabklärungen aufzunehmen – dies, nachdem sich der Gemeinderat dafür starkgemacht hatte, mit der im Kanton Freiburg liegenden Nachbargemeinde Ueberstorf Verhandlungen über einen Zusammenschluss aufzunehmen.
Der neu gegründete Ortsverein belebt seit Anfang 2023 das Dorfleben wieder mit Märit, Adventsfenster und weiteren Anlässen. Der sich im Besitz der Dorfburgergemeinde befindende Gasthof «Bären» ist zurzeit geschlossen (2023).